# Réserve naturelle régionale Tor Caldara
La réserve naturelle régionale Tor Caldara (italien : Riserva naturale regionale Tor Caldara) est une réserve naturelle régionale située sur la mer Tyrrhénienne en Italie. Le site de 44 hectares est situé dans la municipalité d'Anzio, au sud de Rome.
Nommée d'après la tour de guet Tor di Caldano (it), construite au milieu du XVe siècle, la zone est une forêt méditerranéenne à feuilles persistantes dominée par deux espèces de chênes. Vers la plage, la forêt devient un maquis. Il y a une végétation rocheuse au bord de la mer, des forêts riveraines le long de deux petites rivières et des plantes de zones humides dans les marais. La faune comprend des oiseaux, des mammifères, des reptiles, des amphibiens et des insectes. La région présente également un grand intérêt géologique. Après la Seconde Guerre mondiale, de nombreux films y ont été tournés.